# Marié Digby
Marié Christina Digby (ur. 16 kwietnia 1983 w Nowym Jorku) – amerykańska piosenkarka, gitarzystka i pianistka.
Zyskała popularność za sprawą kilku gitarowych coverów znanych utworów, umieszczonych w serwisie YouTube. Wśród nich znalazła się akustyczna wersja piosenki Rihanny "Umbrella".
W sierpniu 2007 roku wydana została EPka Start Here z czterema utworami Digby. Amerykanka nagrała swój debiutancki album, Unfold, którego premiera odbyła się 8 kwietnia 2008 roku.

## Dyskografia

### Albumy
- Unfold (2008)
- Second Home (2009)
- Breathing Underwater (2009)
- Your Love (2011)
- Winter Fields (2013)

### Minialbumy
- Start Here (2007)

### Single
1. "Umbrella" (2007)
2. "Bring Me Love" (2007)
3. "Say It Again" (2008)
4. "Stupid For You" (2008)
5. "Avalanche" (2009)
6. "Symphony" (2010)

## Teledyski
- "Say It Again" (2008)
- "Feel" (2009)
- "Avalanche" (2009)